# Đo khoảng cách (vũ trụ)
Đo khoảng cách được sử dụng trong vũ trụ học vật lý để đưa ra một khái niệm tự nhiên về khoảng cách giữa hai vật thể hoặc sự kiện trong vũ trụ.  Chúng thường được sử dụng để buộc một số lượng có thể quan sát được (như độ chói của một quasar ở xa, dịch chuyển đỏ của một thiên hà xa xôi hoặc kích thước góc của các đỉnh âm trong phổ công suất CMB) với một đại lượng khác không thể quan sát trực tiếp, nhưng thuận tiện hơn cho việc tính toán (chẳng hạn như tọa độ đồng chuyển động của chuẩn tinh, thiên hà, v.v.).  Các biện pháp khoảng cách được thảo luận ở đây đều làm giảm khái niệm chung về khoảng cách Euclide ở độ dịch chuyển thấp.
Theo sự hiểu biết hiện tại của chúng ta về vũ trụ học, các biện pháp này được tính toán trong bối cảnh của thuyết tương đối rộng, trong đó giải pháp Friedmann–Lemaître–Robertson–Walker được sử dụng để mô tả vũ trụ.

## Tổng quan
Có một vài định nghĩa khác nhau về "khoảng cách" trong vũ trụ học, tất cả đều trùng khớp với các dịch chuyển đỏ đủ nhỏ.  Các biểu thức cho các khoảng cách này là thực tế nhất khi được viết dưới dạng các hàm của dịch chuyển đỏ {\displaystyle z}, vì dịch chuyển đỏ luôn luôn có thể quan sát được.  Chúng có thể dễ dàng được viết như các hàm của hệ số tỷ lệ{\displaystyle a=1/(1+z)}, thời gian vũ trụ {\displaystyle t} hoặc thời gian phù hợp {\displaystyle \eta } cũng bằng cách thực hiện một biến đổi đơn giản của các biến.  Bằng cách xác định tham số Hubble không thứ nguyên và khoảng cách Hubble {\displaystyle d_{H}=c/H_{0}}, mối quan hệ giữa các khoảng cách khác nhau trở nên rõ ràng.
{\displaystyle E(z)={\sqrt {\Omega _{r}(1+z)^{4}+\Omega _{m}(1+z)^{3}+\Omega _{k}(1+z)^{2}+\Omega _{\Lambda }}}}
Ở đây, {\displaystyle \Omega _{r}} là tổng mật độ năng lượng bức xạ, {\displaystyle \Omega _{m}} là tổng mật độ vật chất, {\displaystyle \Omega _{\Lambda }} là mật độ năng lượng tối , {\displaystyle \Omega _{k}=1-\Omega _{m}-\Omega _{\Lambda }} thể hiện độ cong, <{\displaystyle H_{0}} là tham số Hubble ngày nay và {\displaystyle c} là tốc độ ánh sáng. Tham số Hubble tại dịch chuyển đỏ đã cho là {\displaystyle H(z)=H_{0}E(z)}.
Để tính khoảng cách đến một đối tượng từ dịch chuyển đỏ của nó, chúng ta phải tích hợp phương trình trên.  Mặc dù đối với một số lựa chọn hạn chế của tham số (ví dụ: chỉ có vấn đề: {\displaystyle \Omega _{m}=\Omega _{\mathrm {total} }=1}) tích phân khoảng cách comoving được xác định bên dưới có dạng phân tích khép kín, nói chung, và đặc biệt cho các tham số của Vũ trụ của chúng tôi chỉ có thể tìm thấy một giải pháp bằng số.  Các nhà vũ trụ học thường sử dụng các biện pháp sau đây cho khoảng cách từ người quan sát đến một vật thể khi dịch chuyển đỏ {\displaystyle z} dọc theo đường ngắm:
Khoảng cách đồng chuyển động:
{\displaystyle d_{C}(z)=d_{H}\int _{0}^{z}{\frac {dz'}{E(z')}}}
Khoảng cách đồng chuyển động ngang:
{\displaystyle d_{M}(z)=\left\{{\begin{array}{ll}{\frac {d_{H}}{\sqrt {\Omega _{k}}}}\sinh \left({\sqrt {\Omega _{k}}}d_{C}(z)/d_{H}\right)&{\text{for }}\Omega _{k}>0\\d_{C}(z)&{\text{for }}\Omega _{k}=0\\{\frac {d_{H}}{{\sqrt {|\Omega _{k}}}|}}\sin \left({\sqrt {|\Omega _{k}|}}d_{C}(z)/d_{H}\right)&{\text{for }}\Omega _{k}<0\end{array}}\right.}
Khoảng cách đường kính góc:
{\displaystyle d_{A}(z)={\frac {d_{M}(z)}{1+z}}}
Khoảng cách độ sáng:
{\displaystyle d_{L}(z)=(1+z)d_{M}(z)}
Khoảng cách ánh sáng di chuyển:
{\displaystyle d_{T}(z)=d_{H}\int _{0}^{z}{\frac {dz'}{(1+z')E(z')}}}
Lưu ý rằng khoảng cách comoving được phục hồi từ khoảng cách comov ngang bằng cách lấy giới hạn {\displaystyle \lim _{z\rightarrow \infty }d_{T}(z)/c}, sao cho hai thước đo khoảng cách là tương đương trong một vũ trụ phẳng.